# George Helmore
George Henry Noble Helmore (ur. 15 czerwca 1862 w Christchurch, Nowa Zelandia, zm. 28 czerwca 1922 w Anglii) – nowozelandzki rugbysta.
George Helmore był bardzo wrzechstronnym zawodnikiem grał na różnych pozycjach zarówno w ataku jak i obronie. Zagrał w 7 meczach reprezentacji (wszystkie w 1884 roku), w tym w pierwszym tournée do Australii, jednakże w żadnym testmeczu. Zawodnik ten wystąpił w debiucie reprezentacji Nowej Zelandii. Z racji piątego w porządku alfabetycznym nazwiska jest piątym zawodnikiem na liście reprezentantów Nowej Zelandii.
Oprócz rugby uprawiał również krykiet i strzelectwo.